# Élection présidentielle américaine de 1960 en Louisiane
L'élection présidentielle américaine de 1960 en Louisiane a lieu le 8 novembre 1960 comme dans les 49 autres États. Les électeurs choisissent des grands électeurs pour les représenter dans le collège électoral à travers un vote populaire. La Louisiane possède en 1960 10 grands électeurs. L'État donne l'ensemble de ses grands électeurs au candidat du Parti démocrate John F. Kennedy. 
Le candidat vainqueur de ce scrutin dans tout le pays sera également le candidat démocrate John F. Kennedy, qui occupera la présidence des États-Unis du 20 janvier 1961 à son assassinat le 22 novembre 1963. 